# Gust Desmedt
Gust Desmedt (15 januari 1947) is teamleader geweest van de Belgische eventingruiterploeg op de Olympische Spelen van 1992. Zij behaalden toen de vierde plaats.

## Levensloop
Gust Desmedt is vader van vier kinderen en advocaat bij de balie te Antwerpen. Begin jaren zestig sloot hij zich aan bij de LRV St. Clemens Minderhout en nam deel aan eventingwedstrijden. In de jaren zeventig en tachtig was hij succesvol op internationale eventingwedstrijden en in 1982 werd hij Belgisch kampioen eventing. Zijn laatste wedstrijd reed hij in 1996 in Lummen. In 2011 werd hij nieuwe chef d'équipe van de seniors eventing.